# 松阪鉄工所
株式会社松阪鉄工所（まつざかてっこうしょ、英: MCC CORPORATION）は、三重県津市に本社をおく、MCCブランドの作業工具、電動工具、工作機械用治具等を製造する企業。
1928年に国産初のパイプレンチ・ボルトクリッパを商品化した。

## 概要
配管・建設・土木・電気工事に使用する手動工具、電動工具の開発から国内外販売までの全てをMCCグループ会社で行なっている。特に配管関係の工具開発には強く、川上開発を得意とし、配管材料や工法の変化と供に商品も変化させてきた開発型企業である。また、治具に関しては工作機械用の専用品を開発から製造、システム設定までを国内外で行なっている。
治具の主な納入先は、オークマ株式会社・ファナック株式会社。

### 社名の由来
創業の地が三重県松阪市であるため。ロゴタイプの「MCC」は、旧社名「松阪鋳鋼所」の英文表示Matsuzaka Cast Steel Co.から頭文字をとられたもの。

## 沿革
- 1916年11月（大正5年） - 初代社長である安西友吉が安西鋳造所を創設。
- 1926年（大正15年）7月 - 松阪鋳鋼所（Matsuzaka Cast Steel Co ）に改称。
- 1928年（昭和3年）7月 - パイプレンチ、ボルトクリッパの生産に着手。
- 1952年（昭和27年）11月 - 株式会社松阪鉄工所に組織変更。パイプレンチのJIS表示許可を受ける。
- 1957年（昭和32年）8月 - 松阪商事株式会社設立（2006年にMCCコーポレーションへ社名変更）
- 1958年（昭和33年）4月 - ボルトクリッパのJIS表示許可を受けた。
- 1960年（昭和35年）2月 - 松阪工具株式会社設立。
- 1975年（昭和50年）1月 - 中小企業研究センター全国表彰受賞[4]。
- 1976年（昭和51年）6月 - 作業工具輸出専門商社サンジャックツール株式会社を設立（2000年にMCCインターナショナルへ社名変更）。
- 1979年（昭和54年）4月 - MCC USA INC.ロサンジェルスに設立。
- 1985年（昭和60年）8月 - 精機課新設マシニングセンタ治具分野へ進出。
- 1992年（平成4年）3月 - 電動パイプレンチ「ラッカル」[5]中小企業優秀新技術・新製品賞・受賞[6][7]。
- 1998年（平成10年）10月 - VU管カッタ「VUC-65」「VUC-100」がグッドデザイン賞・受賞[8]。
- 2005年（平成17年）10月 - トヨタ生産方式を導入。
- 2008年（平成20年）5月 - ISO9001認証取得（JQA）。

## 主な商品
- ボルトカッタ（ボルトクリッパ）、パイプレンチ、ラチェットレンチ、コーナレンチ、ワイヤロープカッタ、ケーブルカッター、鉄筋カッタ、エンビカッタ、カットベンダ、VA線ストリッパー、コードレス鉄筋カッタ、パイプマシン、樹脂管カッタ等、工作機械用治具・イケール

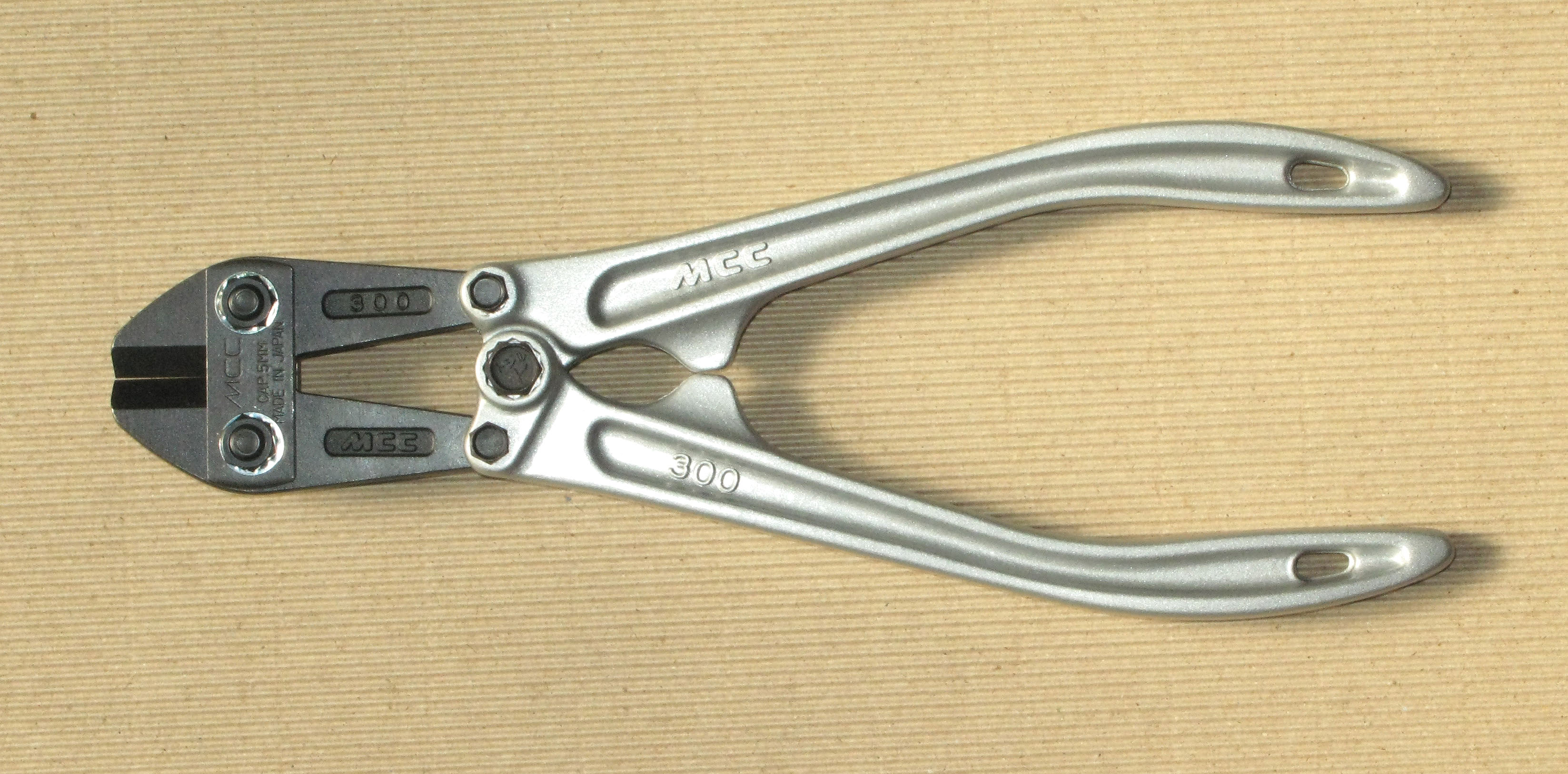
ボルトクリッパ・アルミ鍛造ハンドル
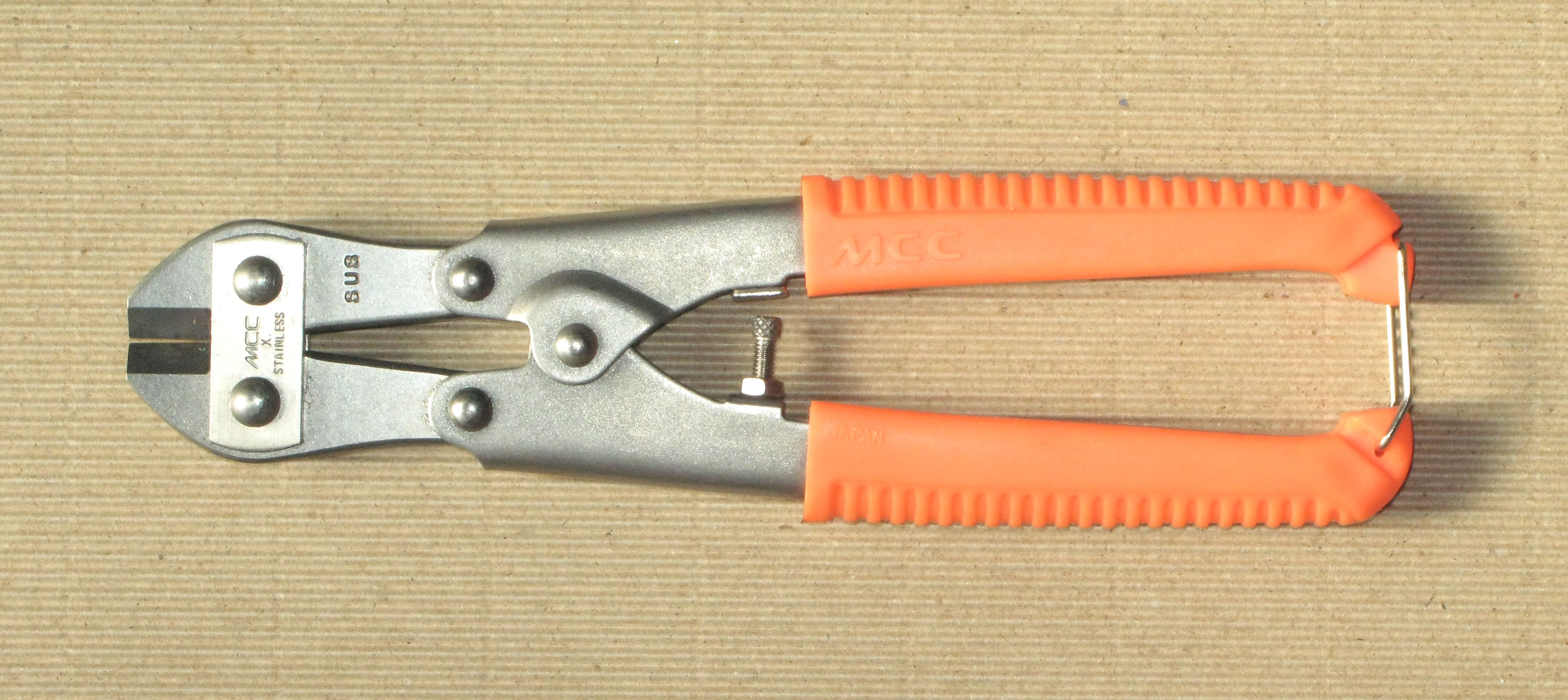
ミゼットカッタ・オールステンレス
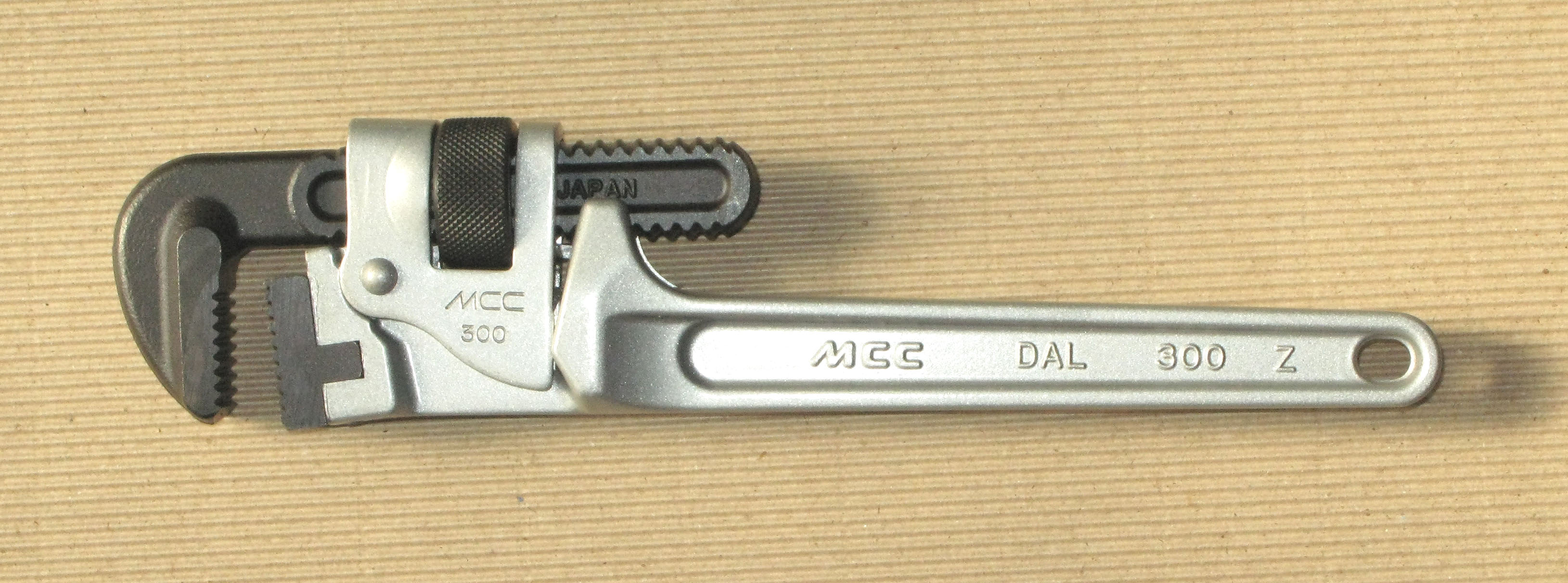
パイプレンチ・アルミ鍛造ハンドル
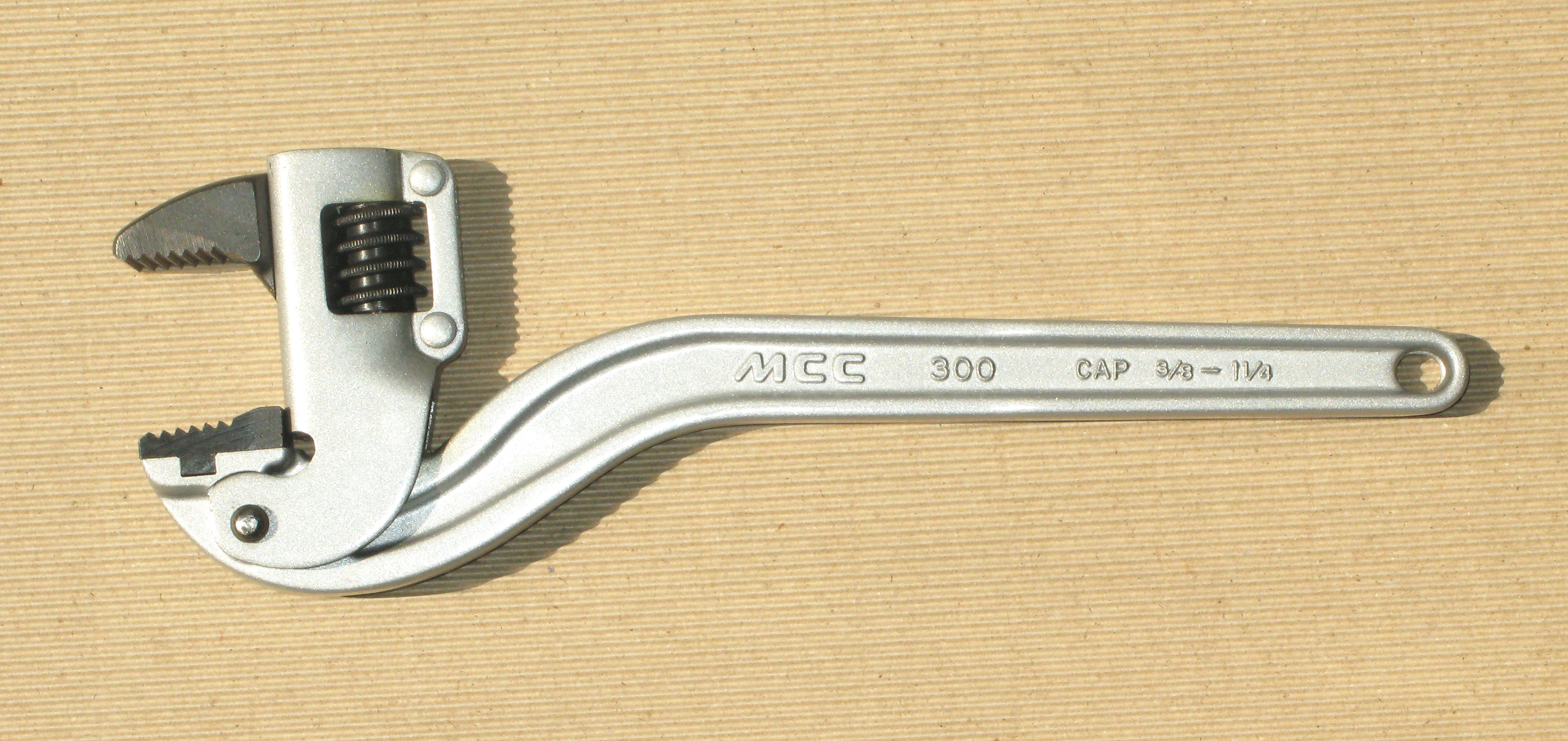
コーナーレンチ・アルミ鍛造ハンドル
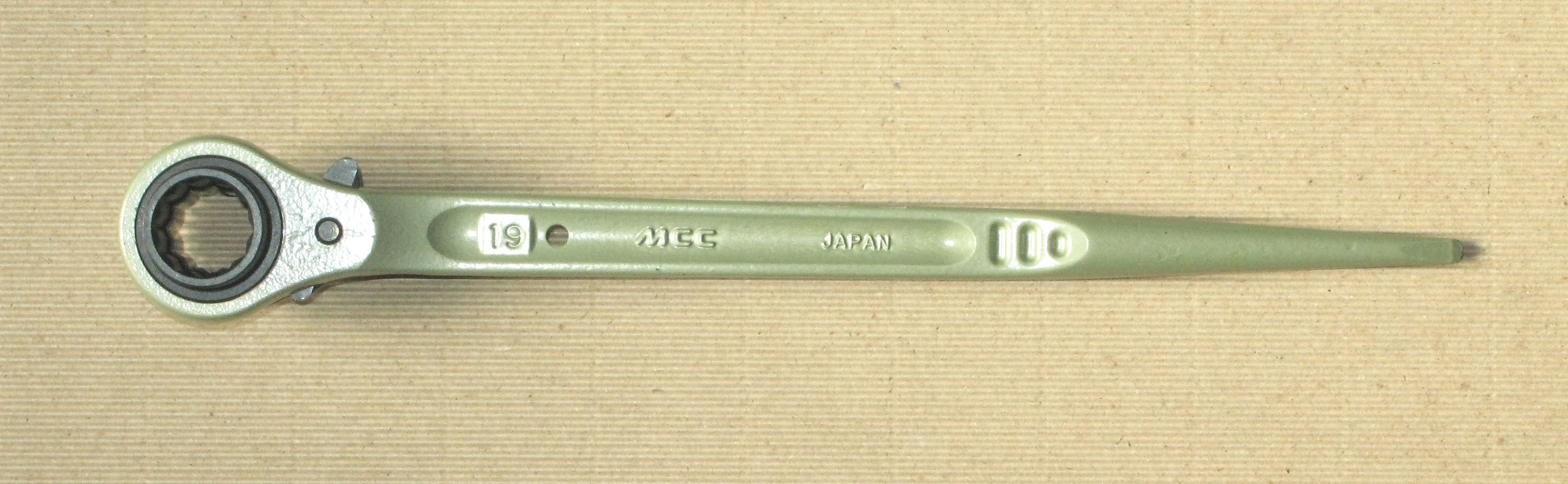
ラチェットレンチ
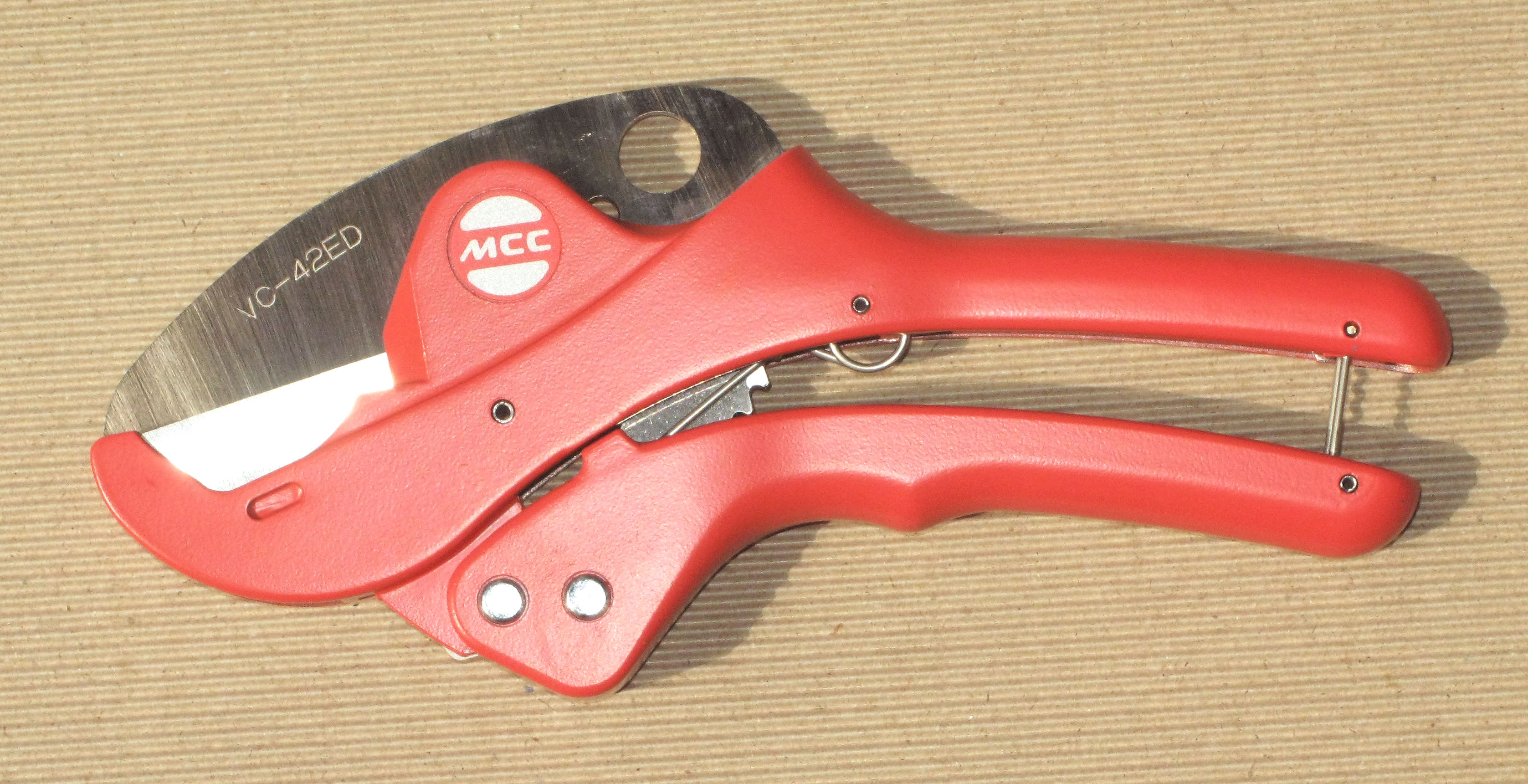
エンビカッタ

- オリジナル新商品
  - 電動鉄筋カッタ「パキラー」（1971年発売）
  - 両口MCCレンチ（1971年発売）
  - 電線管用パイプマシン「コンジット」（1974年発売）
  - コーナレンチ（1974年発売）
  - エンビカッタ（1975年発売）- 世界初のクサビ刃による塩ビ管切断ラチェット式工具
  - フットバイス（1980年発売）
  - VA線ストリッパー（1980年発売）
  - 全ネジカッタ（1984年発売）
  - 電動配管用鋸「パワーソー」（1987年発売）- 国内初のバイス保持によるパイプ切断専用レシプロソー
  - 電動パイプレンチ「ラッカル」（1991年発売）- 世界初の電動駆動によるパイプレンチ

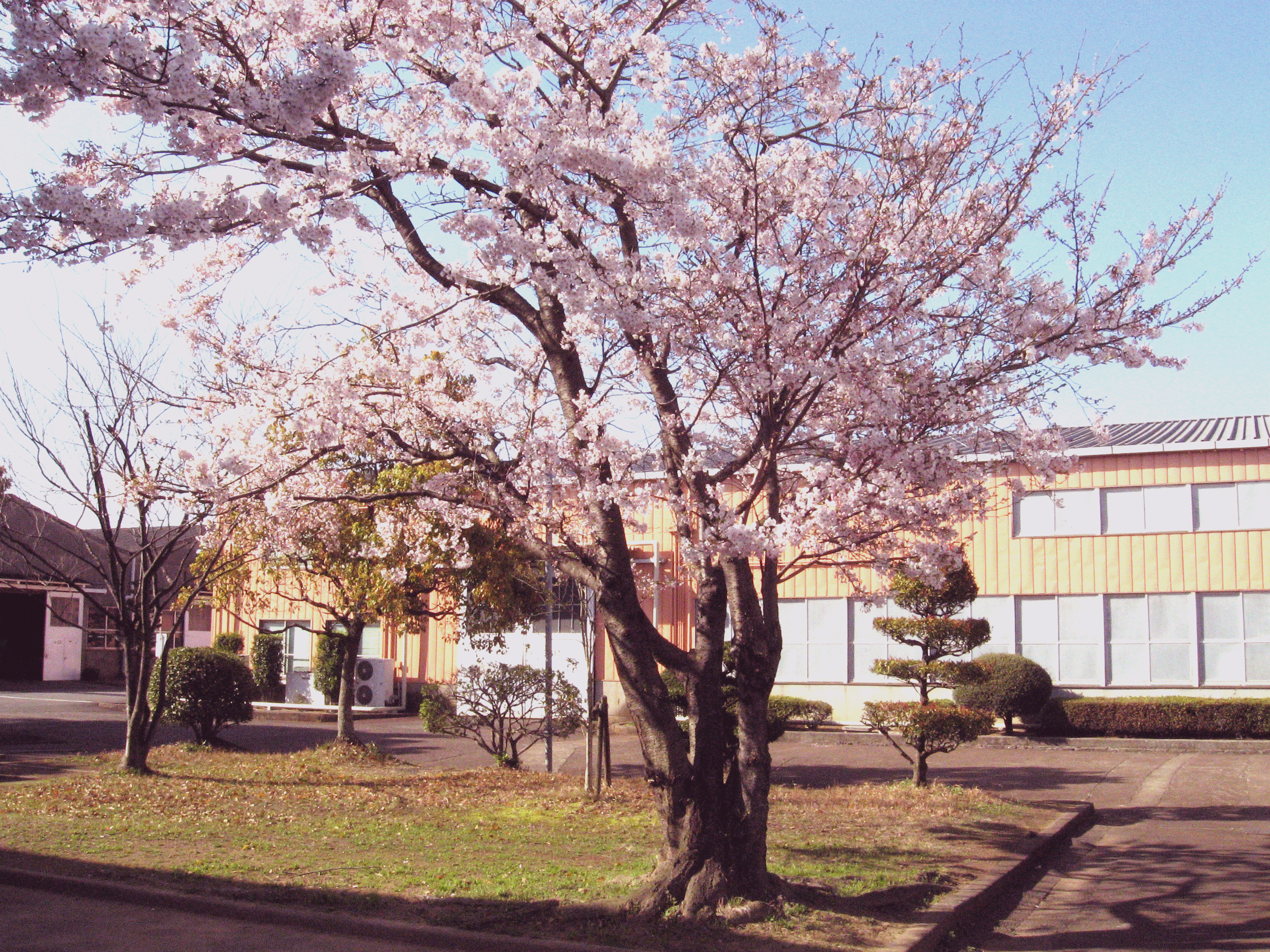
桜　（本社工場）
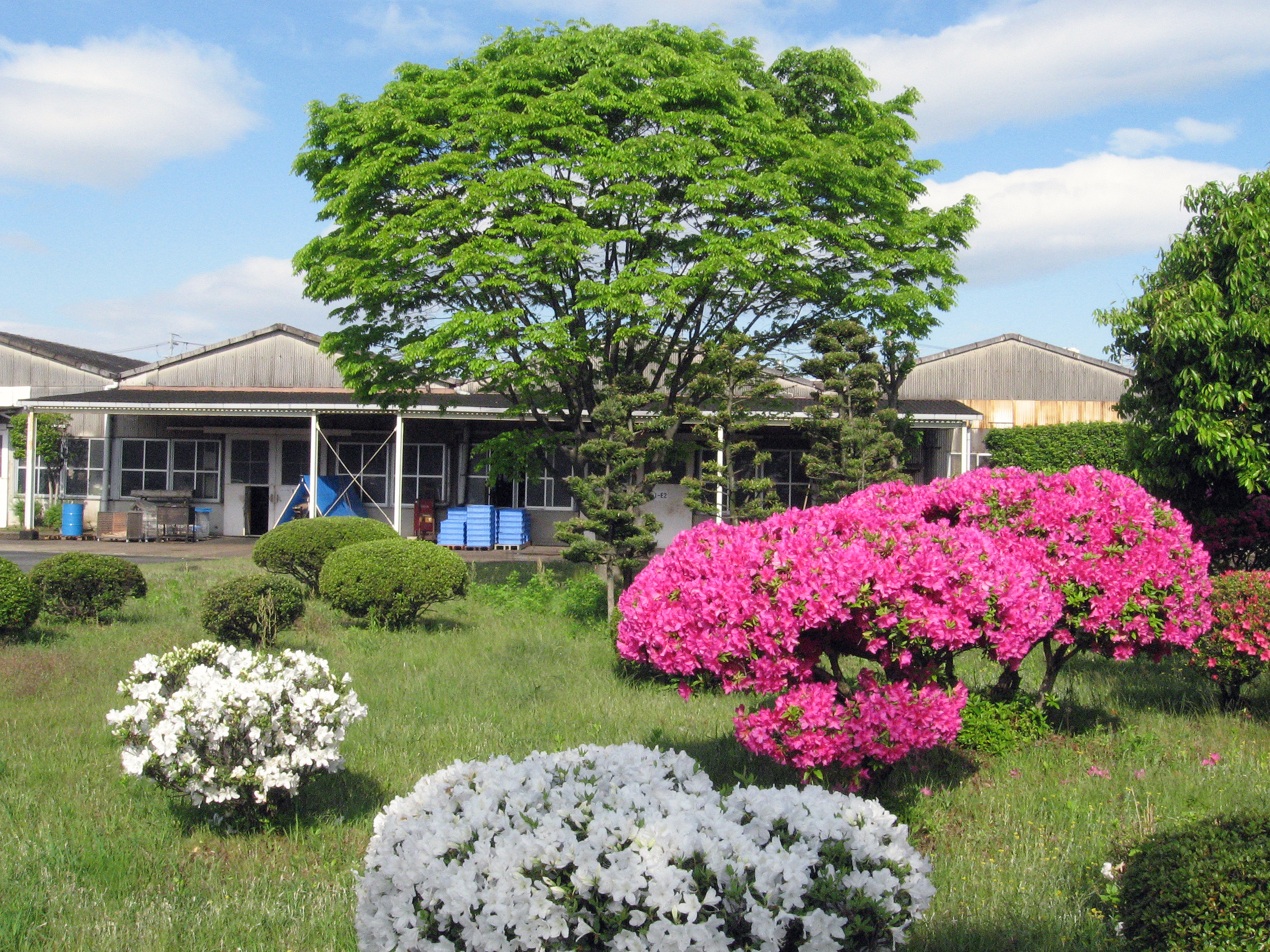
春
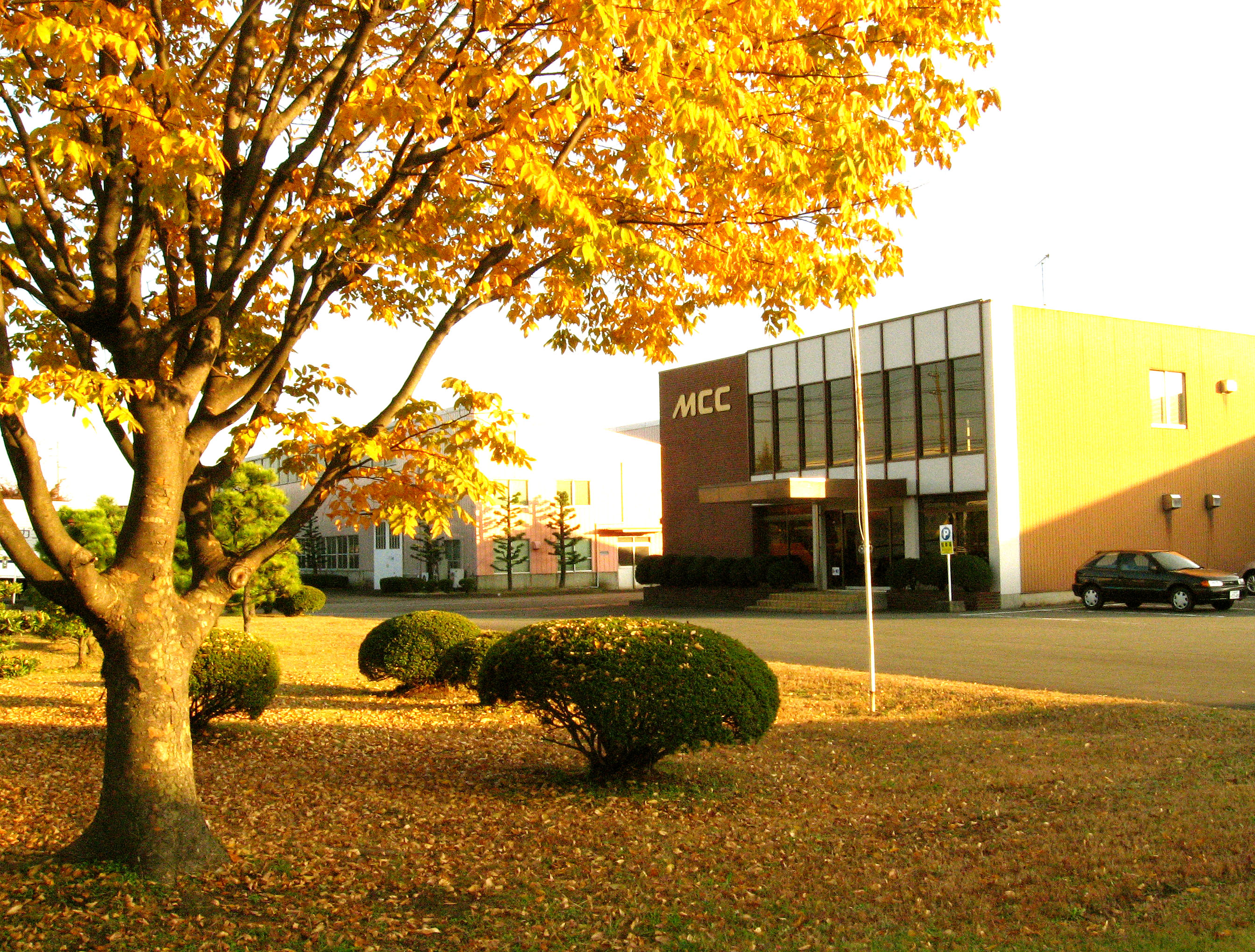
秋

## MCCグループ
MCCは、松阪鉄工所を主体としたグループ会社共通の商標である。
- 株式会社MCCコーポレーション - 国内向け販社
- MCC USA INC. - 米国法人販社
- MCCインターナショナル株式会社 - 海外向け販社
- 松阪工具株式会社
- 松阪可鍛株式会社